# Manni Thofte
Finn Manni Kieding Thofte (Stoccolma, 28 giugno 1953) è un ex sciatore alpino e calciatore svedese.

## Biografia

### Carriera sciistica
Sciatore polivalente originario di Högdalen, esordì in Coppa del Mondo il 17 dicembre 1970 a Val-d'Isère in slalom gigante classificandosi 32º: tale risultato sarebbe rimasto il migliore di Thofte nel massimo circuito internazionale. Agli XI Giochi olimpici invernali di Sapporo 1972, sua unica presenza olimpica, si piazzò 28º nella discesa libera e non completò lo slalom gigante e lo slalom speciale; prese per l'ultima volta il via in Coppa del Mondo il 28 gennaio 1973 a Kitzbühel in slalom speciale, senza completare la gara, e l'ultimo risultato della sua carriera agonistica fu la medaglia d'oro nella discesa libera ai Campionati svedesi 1973.

### Carriera calcistica
Dopo il ritiro dallo sci, Thofte si dedicò al calcio: militò fino al 1976 nell'AIK, poi (dal 1976 fino al 1981) nel Brommapojkarna.

## Palmarès

### Sci alpino

#### Campionati svedesi
- 2 ori (slalom gigante nel 1972; discesa libera nel 1973)[1]